# CALET

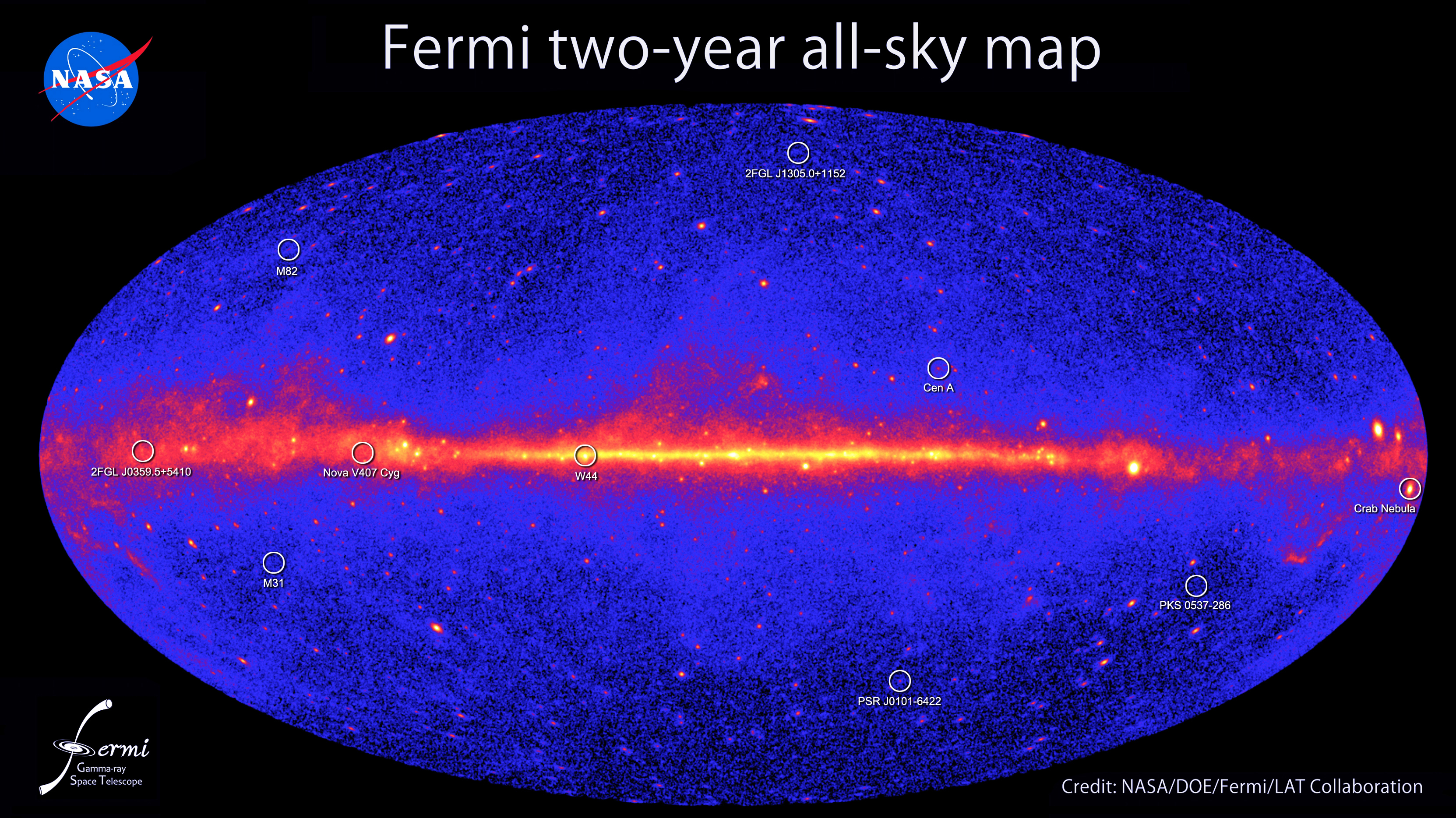
Другий каталог джерел гамма-випромінювання телескопа Фермі, створений протягом 2 років. Зображення всього неба, що показує енергії понад 1 мільярд електронвольт (1 ГеВ) ub. Більш яскраві кольори позначають джерела гамма-випромінювання.

CALET (англ. CALorimetric Electron Telescope, калориметричний електронний телескоп) — космічний телескоп, який в основному використовується для високоточних спостережень електронів і гамма-променів. Він відстежує траєкторію електронів, протонів, ядер і гамма-променів і вимірює їхній напрямок, заряд і енергію. Його результати можуть допомогти зрозуміти природу темної матерії та джерел прискорення частинок до високих енергій.
Місію розробило та спонсорувало Японське агентство аерокосмічних досліджень (JAXA) за участю команд з Японії, Італії та США. CALET був запущений на борту транспортного корабля JAXA H-II Kounotori 5 (HTV-5) 19 серпня 2015 року та розміщений на японському модулі Кібо Міжнародної космічної станції.

## Огляд

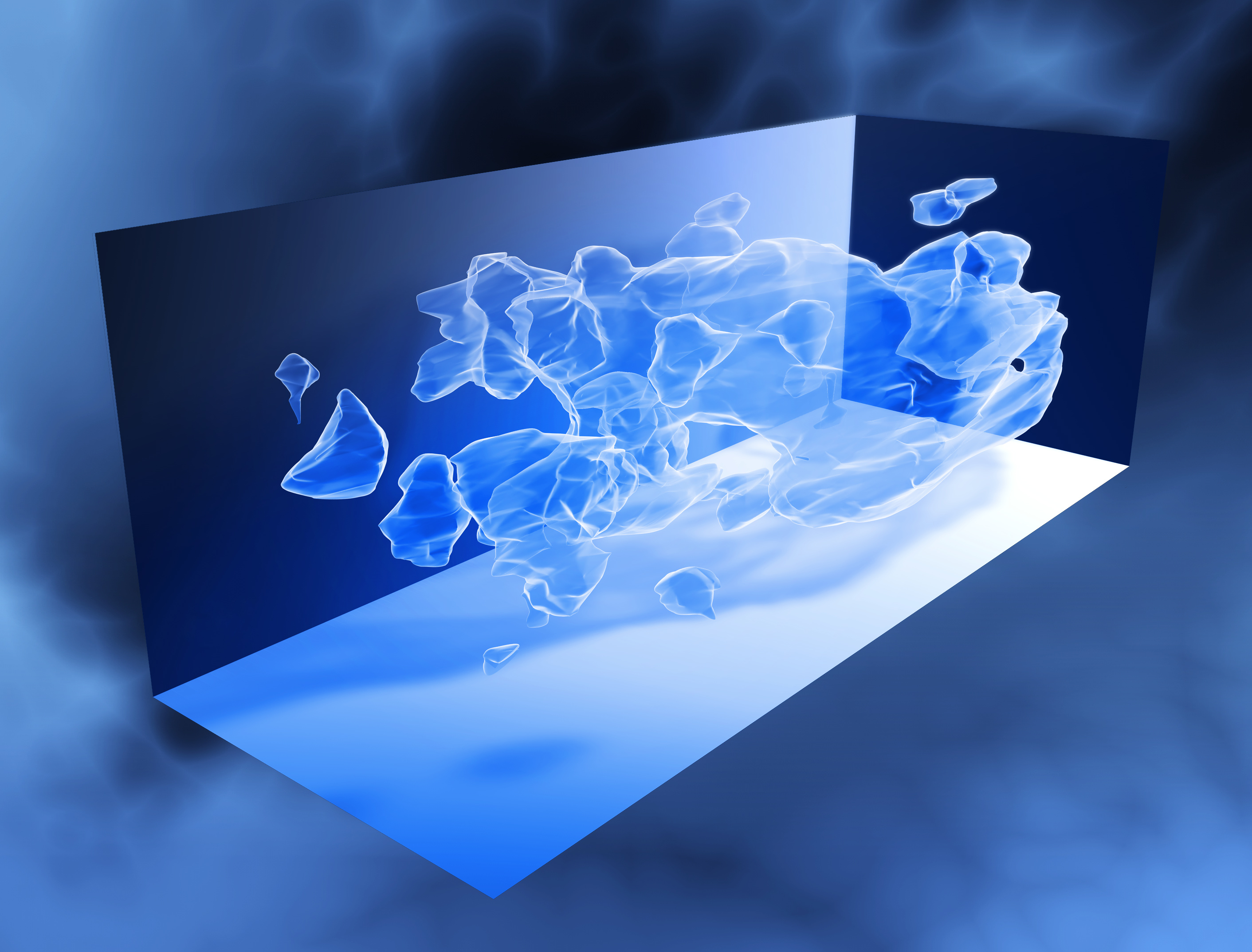
Тривимірна карта великомасштабного розподілу темної матерії, реконструйована за результатами вимірювань слабкого гравітаційного лінзування за допомогою космічного телескопа Габбла

CALET — це астрофізична місія, яка шукає прояви темної матерії та забезпечує прямі вимірювання енергетичного спектра електронів у космічних променях з найвищою енергією, щоб спостерігати дискретні джерела прискорення частинок високих енергій в сусідніх областях Чумацького Шляху. CALET прагне зрозуміти механізми прискорення частинок і поширення космічних променів у нашій Галактиці, визначити їхній елементний склад як функцію енергії та, можливо, розкрити природу темної матерії. Працюючи спільно з Магнітним альфа-спектрометром (AMS), також розташованим на борту МКС, CALET зможе надати докази рідкісних взаємодій між матерією та темною матерією.
CALET реєструє космічні промені з енергією в тераелектронвольти. Результати вимірювань записуються на МКС, а потім надсилаються на наземну станцію в Університеті Васеда для аналізу. Спостереження триватимуть понад 5 років.
CALET містить допоміжне корисне навантаження CIRC (Compact Infrared Camera, компактна інфрачервона камера) для спостереження за поверхнею Землі з метою виявлення лісових пожеж.

## Цілі
Цілі CALET включають розуміння походження та механізмів прискорення космічних та гамма-променів високих енергій, механізмів поширення космічних променів по Галактиці, природи темної матерії.

## Результати
У 2017 році CALET опублікував дані про перші пів мільйона зареєстрованих електронів і позитронів, знайшовши спектральний індекс −3,152 ± 0,016 для енергій понад 30 ГеВ.